# Banco Guipuzcoano
El Banco Guipuzcoano, S. A. U fue un banco español de los denominados medianos.
Tras la compra del Banco Guipuzcoano por parte del Banco Sabadell, se creó la marca SabadellGuipuzcoano con la que actualmente opera Banco Sabadell en el País Vasco, Navarra y La Rioja.

## Historia
El banco tuvo su origen geográfico en la provincia de Guipúzcoa (País Vasco), donde se fundó en 1899. Aunque estuvo fuertemente vinculado a su región de origen, donde mantuvo su sede central y buena parte de su negocio, dejó de ser un banco regional, ya que extendió su red de oficinas y su actividad por toda España, estando presente en todas las comunidades autónomas españolas y con una red que superó las 250 oficinas bancarias.
Sus principales áreas de implantación fueron Madrid (49 sucursales), Guipúzcoa (47 sucursales), Vizcaya (46 sucursales) y Barcelona (25 sucursales). Solo tuvo una sucursal en el extranjero, en la localidad fronteriza vasco-francesa de Hendaya.
El 25 de junio de 2010, Banco Sabadell presentó ante la Comisión Nacional del Mercado de Valores (CNMV) una oferta pública de adquisición (OPA) sobre el 100% del capital de Banco Guipuzcoano. El 24 de noviembre de 2010, finalizó el proceso de adquisición, y el 26 de noviembre Banco Guipuzcoano fue excluido de la bolsa.
El 10 de junio de 2011, el Banco Guipuzcoano comenzó a operar con la marca comercial SabadellGuipuzcoano, Todas las oficinas del Banco Sabadell y del Banco Guipuzcoano situadas en el País Vasco, Navarra y La Rioja pasaron a formar parte de la marca comercial SabadellGuipuzcoano. Las oficinas del Banco Guipuzcoano que quedaron fuera de estos territorios, se integraron en la marca comercial SabadellAtlántico, salvo en las provincias donde operaba con la marca SabadellHerrero, donde adquirieron dicha denominación.
El 23 de febrero de 2012, el consejo de administración del Banco Sabadell acordó la fusión por absorción del Banco Guipuzcoano que, a pesar de ser propiedad al 100% de Banco Sabadell, todavía constaba como entidad independiente y tenía su propio consejo de administración.
El 21 de mayo de 2012, se produjo dicha fusión por absorción.